# Florian Müller
Pour les articles homonymes, voir Müller.
Florian Müller, né le 13 novembre 1997 à Sarrelouis, est un footballeur allemand qui évolue au poste de gardien de but au SC Fribourg.

## Biographie

### En club
Florian Müller commence à jouer au football au FV Lebach avant de s'engager au 1. FC Sarrebruck. Il y reste jusqu'en 2013 puis intègre le centre de formation du FSV Mayence, le plus grand de l'Allemagne du sud ouest. À Mayence, le gardien de but évolue chez les U-17, les U-19, puis avec l'équipe réserve où il obtient un contrat professionnel en 2016. Il débute avec la deuxième équipe de Mayence, en troisième division allemande, le 2 avril 2016, en remplaçant le gardien titulaire.
À compter de la saison 2016-2017, Florian Müller fait partie de l'effectif de l'équipe première de Mayence. Il fait ses débuts en Bundesliga le 3 mars 2018, en remplaçant les gardiens titulaires malades, René Adler et Robin Zentner, et se fait remarquer par une excellente prestation, arrêtant même un penalty. Il est désigné « meilleur joueur de la journée » par le magazine Kicker Sportmagazin et obtient un contrat jusqu'en 2022.

### En sélection
En octobre 2015, il est appelé en  équipe d'Allemagne des moins de 19 ans et fait sa première apparition à l'occasion d'un match amical contre le Mexique. Il jouera encore deux matchs contre la Serbie et la Corée du Sud, avant de participer au championnat d'Europe des moins de 19 ans en juillet 2016. Lors de cette compétition organisée en Allemagne, il joue deux matchs : contre l'Autriche et les Pays-Bas.
Le 5 octobre 2016, il fait ses débuts avec l'équipe d'Allemagne des moins de 20 ans, contre les USA. Il joue ensuite contre l'Angleterre, l'Italie et la Pologne.
En mars 2018, il est appelé pour la première fois en équipe d'Allemagne espoirs.

## Statistiques
| Saison                | Club                  | Championnat           | Championnat | Championnat | Coupe(s) nationale(s) | Coupe(s) nationale(s) | Compétition(s) continentale(s) | Compétition(s) continentale(s) | Compétition(s) continentale(s) | Barrages | Barrages | Total | Total |
| Saison                | Club                  | Division              | M.          | B.          | M.                    | B.                    | Comp.                          | M.                             | B.                             | M.       | B.       | M.    | B.    |
| 2015-2016             | FSV Mayence II        | 3. Liga               | 2           | 0           | -                     | -                     | -                              | -                              | -                              | -        | -        | 2     | 0     |
| 2016-2017             | FSV Mayence II        | 3. Liga               | 18          | 0           | -                     | -                     | -                              | -                              | -                              | -        | -        | 18    | 0     |
| 2017-2018             | FSV Mayence II        | Regionalliga          | 8           | 0           | -                     | -                     | -                              | -                              | -                              | -        | -        | 8     | 0     |
| 2018-2019             | FSV Mayence II        | Regionalliga          | -           | -           | -                     | -                     | -                              | -                              | -                              | -        | -        | 0     | 0     |
| 2019-2020             | FSV Mayence II        | Regionalliga          | 1           | 0           | -                     | -                     | -                              | -                              | -                              | -        | -        | 1     | 0     |
| Sous-total            | Sous-total            | Sous-total            | 29          | 0           | 0                     | 0                     | -                              | -                              | -                              | -        | -        | 29    | 0     |
| 2017-2018             | FSV Mayence           | Bundesliga            | 5           | 0           | -                     | -                     | -                              | -                              | -                              | -        | -        | 5     | 0     |
| 2018-2019             | FSV Mayence           | Bundesliga            | 24          | 0           | 1                     | 0                     | -                              | -                              | -                              | -        | -        | 25    | 0     |
| 2019-2020             | FSV Mayence           | Bundesliga            | 13          | 0           | 1                     | 0                     | -                              | -                              | -                              | -        | -        | 14    | 0     |
| Sous-total            | Sous-total            | Sous-total            | 42          | 0           | 2                     | 0                     | -                              | -                              | -                              | -        | -        | 44    | 0     |
| 2020-2021             | SC Fribourg (prêt)    | Bundesliga            | 31          | 0           | -                     | -                     | -                              | -                              | -                              | -        | -        | 31    | 0     |
| Sous-total            | Sous-total            | Sous-total            | 31          | 0           | 0                     | 0                     | -                              | -                              | -                              | -        | -        | 31    | 0     |
| 2021-2022             | VfB Stuttgart         | Bundesliga            | 30          | 0           | -                     | -                     | -                              | -                              | -                              | -        | -        | 30    | 0     |
| 2022-2023             | VfB Stuttgart         | Bundesliga            | 19          | 0           | 1                     | 0                     | -                              | -                              | -                              | 2        | 0        | 22    | 0     |
| Sous-total            | Sous-total            | Sous-total            | 49          | 0           | 1                     | 0                     | -                              | 0                              | 0                              | 2        | 0        | 52    | 0     |
| 2023-2024             | SC Fribourg           | Bundesliga            | -           | -           | 1                     | 0                     | C3                             | -                              | -                              | -        | -        | 1     | 0     |
| Sous-total            | Sous-total            | Sous-total            | 31          | 0           | 1                     | 0                     | -                              | -                              | -                              | -        | -        | 32    | 0     |
| Total sur la carrière | Total sur la carrière | Total sur la carrière | 152         | 0           | 4                     | 0                     | -                              | 0                              | 0                              | 2        | 0        | 158   | 0     |